# Voice of Tibet
Voice of Tibet is een internationaal Noors radiostation met als doelbereik Tibet, Nepal, Bhutan, India en China. De zender gebruikt de korte golf.
Het station begon met uitzendingen in het Tibetaans op 14 mei 1996. De uitzending gebeurde vanaf een zender in de Seychellen. Later werd de uitzending verplaatst naar Doesjanbe in Tadzjikistan.
Voice of Tibet zendt eveneens programma's uit in het Standaardmandarijn. Het dagelijkse programma is verdeeld in twee delen: een informatiebulletin en een thematisch programma.